# الدیس برزینس
الدیس برزینس (انگلیسی: Aldis Berzins؛ زادهٔ ۳ اکتبر ۱۹۵۶) بازیکن والیبال اهل ایالات متحده آمریکا بود.